# Stewart L. Woodford

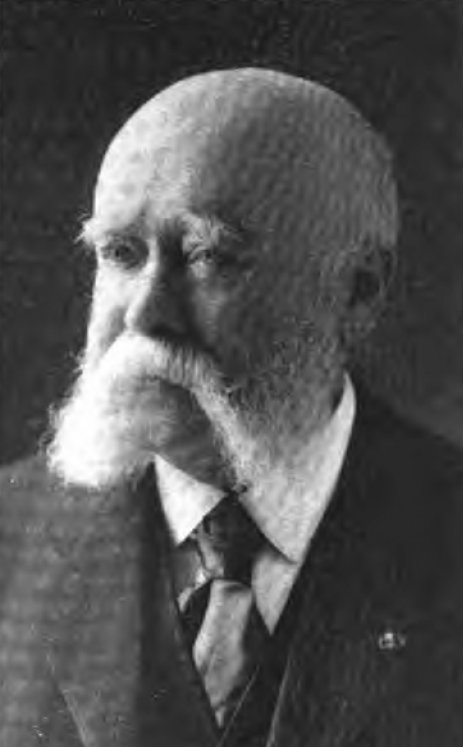
Stewart L. Woodford (ca. 1909)

Stewart Lyndon Woodford (* 3. September 1835 in New York City; † 14. Februar 1913 ebenda) war ein US-amerikanischer Rechtsanwalt und Politiker (Republikanische Partei).

## Werdegang
Stewart Woodford graduierte 1854 am Columbia College (heute Columbia University) in New York. Er studierte Jura, bekam 1857 seine Zulassung als Anwalt und fing dann in New York an zu praktizieren. Woodford nahm 1860 und 1872 als Delegierter an den Republican National Conventions teil. Er war 1861 und 1862 als stellvertretender Staatsanwalt in New York City tätig. Während des Bürgerkrieges diente er im Unionsheer. Er bekleidete ab dem 8. September 1862 den Dienstgrad eines Lieutenant Colonel bei den 127. New York Volunteers. Woodford kam später zu der 103. United States Colored Infantry, wo er am 3. März 1865 zum Colonel befördert wurde. Am 12. Mai 1865 folgte eine Beförderung zum Brevet-Brigadegeneral der Volunteers. Woodford trat am 23. August 1865 aus der Armee aus. Er war der erste Militärkommandeur der Union in Charleston (South Carolina) und Savannah (Georgia).
Woodford war zwischen 1867 und 1869 Vizegouverneur von New York. Danach kandidierte er 1870 erfolglos für das Amt des Gouverneurs von New York. Er wurde in den 43. Kongress gewählt, wo er vom 4. März 1873 bis zu seinem Rücktritt am 1. Juli 1874 verblieb. Danach hatte er zwischen 1877 und 1883 den Posten des United States Attorney for the Southern District of New York inne. Am 19. Juni 1897 wurde er zum Botschafter in Spanien ernannt, eine Stellung, die er bis zu seinem Rücktritt am 20. September 1898 innehatte. Nach seiner Rückkehr in die Vereinigten Staaten nahm er wieder seine Tätigkeit als Anwalt auf. Er verstarb 1913 in New York, sein Leichnam wurde nach Stamford, Connecticut überführt, wo er auf dem Woodland Cemetery beigesetzt wurde.